# Петровщина (Тюменская область)
Петровщина — деревня в Вагайском районе Тюменской области, входит в состав сельского поселения Ушаковское.

## География
Автобусное сообщение.

## Население
| 2010 |
| ---- |
| 84   |